# Lijst van rijksmonumenten in Balkbrug
De plaats Balkbrug telt 19 inschrijvingen in het rijksmonumentenregister. Hieronder een overzicht.
| Object | Oorspronkelijke functie?  | Bouwjaar  | Architect | Locatie            | Coördinaten?                  | Nr.?   | Afbeelding        |
| --- | ------------------------- | --------- | --------- | ------------------ | ----------------------------- | ------ | ----------------- |
| Limiethuisje | Overheidsgebouw           | 19e eeuw  |           | Boslaan 92         | 52° 35' 53" NB, 6° 23' 3" OL  | 8451   | Meer afbeeldingen |
| Boerderij Erve Groot Oever van het dwarsdeeltype onder rietgedekt, aan voorzijde afgewolfd, schilddak; opgetrokken uit baksteen | Boerderij                 | 18e eeuw  |           | Groot Oever bij 12 | 52° 39' 9" NB, 6° 20' 10" OL  | 8452   | Meer afbeeldingen |
| De Star | Industrie- en poldermolen | 1848      |           | De Omloop bij 16   | 52° 35' 59" NB, 6° 24' 6" OL  | 8453   | Meer afbeeldingen |
| Hervormde kerk | Kerk en kerkonderdeel     | 1852      |           | Oud Avereest 5     | 52° 37' 11" NB, 6° 22' 19" OL | 8458   | Meer afbeeldingen |
| Dubbele woning Veldzicht | Dienstwoning              | 1910      |           | Ommerweg 10-12     | 52° 35' 60" NB, 6° 23' 30" OL | 515806 | Meer afbeeldingen |
| Dubbele woning Veldzicht | Dienstwoning              | 1913-1916 |           | Boslaan 29-31      | 52° 35' 56" NB, 6° 23' 19" OL | 515807 | Meer afbeeldingen |
| Villa Erica | Dienstwoning              | 1894-1910 |           | Veldzichtlaan 1    | 52° 35' 40" NB, 6° 23' 30" OL | 515808 | Meer afbeeldingen |
| Dubbele woning Veldzicht | Dienstwoning              | 1910      |           | Ommerweg 14-16     | 52° 35' 59" NB, 6° 23' 31" OL | 515809 | Meer afbeeldingen |
| Dubbele woning Veldzicht | Dienstwoning              | 1910      |           | Ommerweg 18-20     | 52° 35' 58" NB, 6° 23' 31" OL | 515810 | Meer afbeeldingen |
| Dubbele woning Veldzicht | Dienstwoning              | 1910      |           | Ommerweg 22-24     | 52° 35' 57" NB, 6° 23' 31" OL | 515811 | Meer afbeeldingen |
| Dubbele woning Veldzicht | Dienstwoning              | 1910      |           | Ommerweg 7-9       | 52° 35' 59" NB, 6° 23' 28" OL | 515812 | Meer afbeeldingen |
| Dubbele woning Veldzicht | Dienstwoning              | 1910      |           | Ommerweg 11-13     | 52° 35' 58" NB, 6° 23' 29" OL | 515813 | Meer afbeeldingen |
| Dubbele woning Veldzicht | Dienstwoning              | 1910      |           | Ommerweg 15-17     | 52° 35' 57" NB, 6° 23' 29" OL | 515814 | Meer afbeeldingen |
| Dubbele woning Veldzicht | Dienstwoning              | 1910      |           | Boslaan 13-15      | 52° 35' 56" NB, 6° 23' 25" OL | 515815 | Meer afbeeldingen |
| Dubbele woning Veldzicht | Dienstwoning              | 1910      |           | Boslaan 17-19      | 52° 35' 56" NB, 6° 23' 23" OL | 515816 | Meer afbeeldingen |
| Dubbele woning Veldzicht | Dienstwoning              | 1910      |           | Boslaan 21-23      | 52° 35' 56" NB, 6° 23' 22" OL | 515817 | Meer afbeeldingen |
| Dubbele woning Veldzicht | Dienstwoning              | 1910      |           | Boslaan 25-27      | 52° 35' 56" NB, 6° 23' 21" OL | 515818 | Meer afbeeldingen |
| Dubbele woning Veldzicht | Dienstwoning              | 1913-1916 |           | Boslaan 33-35      | 52° 35' 56" NB, 6° 23' 17" OL | 515819 | Meer afbeeldingen |
| Dubbele woning Veldzicht | Dienstwoning              | 1910      |           | Ommerweg 26-28     | 52° 35' 57" NB, 6° 23' 31" OL | 515828 | Meer afbeeldingen |